# Siegfried Carli
Siegfried Carli (* 1936 in Meran; † 26. November 2020) war ein Mitglied des Befreiungsausschusses Südtirol (BAS).

## Leben
Als offensichtlich wurde, dass friedlicher Protest den italienischen Staat in der Südtirolfrage zu keinem Handeln bewegen konnte, führte dies zur Radikalisierung von Siegfried Carli. Ende der 1950er-Jahre ließ er sich vom Befreiungsausschuss Südtirol begeistern und wurde aktives Mitglied. „Wir haben gespürt, was los ist in Südtirol“, sagte Siegfried Carli, „wir haben ja gesehen, wie immer mehr Italiener nach Bozen kommen, etwas musste geschehen.“
Um sich einer Verhaftung im Zuge der terroristischen Aktionen in der Feuernacht, an der er aktiv beteiligt war, zu entgehen, floh Carli 1961 nach Nordtirol. Am 16. Juli 1964 wurde er im sogenannten Mailänder Prozess in Abwesenheit zu 19 Jahren und 11 Monaten Haft verurteilt.
An der verschärften Form des Widerstandes in den Jahren nach der Feuernacht beteiligte sich Carli nicht mehr. Über den BAS sagte er später: „Wir haben es verhackt.“